# Tadarida latouchei
Tadarida latouchei (Thomas, 1920) è un pipistrello della famiglia dei Molossidi diffuso nell'Asia orientale.

## Descrizione

### Dimensioni
Pipistrello di medie dimensioni, con la lunghezza della testa e del corpo tra 67 e 72 mm, la lunghezza dell'avambraccio tra 53 e 57 mm, la lunghezza della coda tra 41 e 46 mm, la lunghezza del piede tra 12 e 13 mm, la lunghezza delle orecchie tra 22 e 25 mm e un peso fino a 26 g.

### Aspetto
La pelliccia è corta, soffice e densa. Le parti dorsali sono bruno-nerastre con la base dei peli biancastra, mentre le parti ventrali sono leggermente più chiare. Il muso è lungo, troncato, con il labbro superiore che si estende ben oltre quello inferiore e ricoperto da diverse pieghe cutanee e da piccole setole spatolate. Le orecchie sono moderatamente grandi, triangolari, con l'estremità arrotondata ed unite anteriormente alla base. Il trago ha un ciuffo di peli alla base del margine anteriore. Le ali sono attaccate posteriormente sulla tibia, sopra le caviglie. La coda è lunga, tozza e si estende per più della metà oltre l'uropatagio.

## Biologia

### Comportamento
Si rifugia in gruppi numerosi all'interno delle grotte.

### Alimentazione
Si nutre di insetti.

## Distribuzione e habitat
Questa specie è diffusa nelle province cinesi settentrionali dell'Hebei, Pechino, Mongolia interna, Liaoning e Shandong, nel Laos settentrionale e centrale e lungo il confine centro-settentrionale della Thailandia. Alcuni esemplari sono stati catturati sulle isole di Amami Ōshima, Kuchinoerabujima e Yoron, nelle Isole Ryukyu.
Vive nelle foreste secche sempreverdi a circa 1.500 metri di altitudine.

## Conservazione
La IUCN Red List, considerate le poche informazioni circa la sua diffusione, le minacce e lo stato della popolazione, classifica T.latouchei come specie con dati insufficienti (DD).